# Províncies de Moçambic

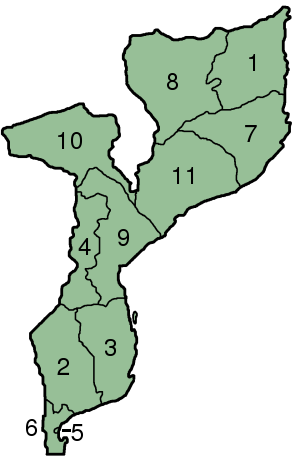
Províncies de Moçambic

Aquest és un article sobre les províncies de Moçambic. Moçambic està dividit en primer nivell en 11 províncies, inclosa la capital, Maputo que té estatut provincial:
| Clau del Mapa | Província       | Capital   | Àrea (km²) | Població (cens 2007) | Població (estimativa 2015) | Regió  |
| ------------- | --------------- | --------- | ---------- | -------------------- | -------------------------- | ------ |
| 2             | Cabo Delgado    | Pemba     | 78.778     | 1.606.568            | 1.893.156                  | Norte  |
| 9             | Gaza            | Xai-Xai   | 75.334     | 1.228.514            | 1.416.810                  | Sul    |
| 8             | Inhambane       | Inhambane | 68.775     | 1.271.818            | 1.499.479                  | Sul    |
| 6             | Manica          | Chimoio   | 62.272     | 1.412.248            | 1.933.522                  | Centro |
| 11            | Maputo (cidade) | -         | 347        | 1.094.628            | 1.241.702                  | Sul    |
| 10            | Maputo          | Matola    | 22.693     | 1.205.709            | 1.709.058                  | Sul    |
| 3             | Nampula         | Nampula   | 79.010     | 3.985.613            | 5.008.793                  | Norte  |
| 1             | Niassa          | Lichinga  | 122.827    | 1.170.783            | 1.656.906                  | Norte  |
| 7             | Sofala          | Beira     | 67.753     | 1.642.920            | 2.048.676                  | Centro |
| 5             | Tete            | Tete      | 98.417     | 1.783.967            | 2.517.444                  | Centro |
| 4             | Zambézia        | Quelimane | 103.478    | 3.849.455            | 4.802.365                  | Centro |